# Пеке, Жан
Жан Пеке (9 мая 1622, Дьеп — 26 февраля 1674) — французский анатом, врач-практик, учёный-медик, педагог, медицинский писатель. Был одним из пионеров физиологии и анатомии, занимался исследованиями анатомии лёгких и природы зрения.

## Биография
Медицинское образование получил в Дьепе и Руане, с 1641 года практиковал как врач в Париже, впоследствии получив как врач-практик большую известность. С 1645 года преподавал в иезуитском колледже в Клермоне. С 1647 года начал проводить на публике вскрытия трупов животных, серьёзно изучал анатомию, с 1651 года работал над диссертацией в Париже; свою работу завершил в Монпелье, где получил степень доктора медицины в 1652 году. За поддержку идей Никола Фуко был заключён в Бастилию на 41 месяц; в 1666 году, находясь в заключении, был избран членом Французской академии. В тюрьме занимался изучением строения глаза. В последние годы жизни был личным врачом королевского двора и многих аристократов, включая мадам д’Савиньи.
Был одним из первых исследователей лимфодренажа в человеческом организме; открыл так называемый «резервуар Пеке». Главным органом зрения считал сетчатку глаза, а не сосудистую оболочку. В главном своём труде «Experimenta nova anatomica…» (Хардервик, 1651; Париж, 1654; в 1653 году переведена на английский язык), посвящённом исследованию кровеносных сосудов, пришёл к новым научным выводам, которые послужили подтверждением теории Гарвея о кровообращении, имевшей в то время в научном мире сильных противников. Благодаря своим работам считается одним из крупнейших учёных-медиков XVII века. Другие известные работы: «De Circulatione Sanguinis et Chyli Motu» (1653), «De Thoracicis Lacteis» (1653).